# NGC 1459
NGC 1459 في الفهرس العام الجديد، هي مجرة، تقع في كوكبة الكور. اكتشفت في 1886 بواسطة أورموند ستون.

## روابط خارجية
- NGC 1459 على موقع ويكي سكاي: DSS2, SDSS, GALEX, IRAS, Hydrogen α, X-Ray, Astrophoto, Sky Map, Articles and images